# Ваджрабодхі
Ваджрабодхі (*金剛智, між 669 та 672 — 741) — буддійський чернець-місіонер, перекладач часів династії Тан.

## Життєпис
Народився у м. Малая (за іншими відомостями — м. Канчі). Щодо його дати народження також є розбіжності: 669, 671 або 672 рік. Походив з родини брагманів. Приблизно у 686 році перейшов до буддизму. Здобув освіту в буддійському університеті Наланді, де під керівництвом відомого знавця «таємного вчення» (тантризму, ваджраяни) Нагабодхі вивчав «Ваджрасекхара-сутру» і догматику буддійського езотеризму.
після навчання відвідав Шрі-Ланку, потім побував у державі Шривіджая. У 720 році прибув до Китаю за часів правління імператора Сюань-цзуна. Біографія Ваджрабодхі рясніє розповідями про усілякі зроблені ним дива — передбачив, що дощ піде, коли ним буде домальовано на картині очі бодхісатви, повернув до життя імператорську доньку, що лежала без руху десять днів та ін. Помер у 741 році у м. Лоян.

## Діяльність
Наставляв подвижників, писав і перекладав трактати з метою пропаганди тантризму. Ваджрабодхі відіграв велику роль у становленні китайського езотеричного буддизму. Активний діяч «школи істинних слів» (чженьянь-цзун) в Китаї. Заснував місце, де той, хто вступав до чженьянь-цзуну, мастили голову «святою водою».
Відомий як перекладач сутр з санскриту китайською мовою, зокрема «Ваджрасекхару-сутру» (723—724 роки), а також автор численних коментарів до неї.